# Plaza de Roma
La plaza de Roma, también conocida como plaza Roma, es una de las dos plazas públicas principales en Intramuros, Manila, Filipinas. Está delimitada por la avenida Andrés Soriano (antes Calle Aduana) al norte, la calle Cabildo al este, la calle Santo Tomás al sur, y la calle General Antonio Luna (antes Calle Real del Palacio) al oeste. La plaza se considera el centro de Intramuros.

## Historia
Durante la época colonial española, la plaza era la plaza Mayor de Manila, y por lo tanto se le considera el centro de la ciudad, con corridas de toros y otros actos públicos que se celebraban en la plaza hasta que el Gobernador General Rafael María de Aguilar lo convirtió en un jardín en 1797.
La plaza de Roma está rodeada por tres hitos importantes de Intramuros: la catedral de Manila, al sur, el Palacio del Gobernador, al oeste, y las Casas Consistoriales, también conocida como el Ayuntamiento de Manila, al este. La Real Audiencia de Manila también se encontraba en las proximidades de la plaza durante el dominio español. En el centro de la plaza está un monumento a Carlos IV de España, que fue erigido en 1824, en agradecimiento por haber enviado el primer lote de la vacuna contra la viruela a las Filipinas. La escultura fue encargada a comienzos de 1796 por el gobernador de Filipinas, Rafael María de Aguilar, a Juan Adán, escultor de cámara del rey. Éste envió un modelo para que se vaciara en bronce en Manila. La escultura estuvo terminada en 1798 y se envió desde Cádiz en 1803. Consta por los pagos que la escultura debió estar finalizada en 1811 y se tiene constancia de que estuvo por fin instalada en 1825. Una fuente que rodea el monumento fue posteriormente levantada en 1886. En la década de 1960 el monumento a Carlos IV fue sustituido por un monumento a Gomburza, aunque la estatua del rey regresó a su ubicación histórica en 1981. 

## El entorno
| Lado Norte |               |  |  |           |
| Lado Oeste |               |  |  | Lado Este |
|            |               |  |  |           |
|            | PLAZA DE ROMA |  |  |           |
| Parqueo    |               |  |  | Edificios |
| Lado Sur   |               |  |  |           |